# Vita Palamar
Vita Palamar, ukr. Віта Паламар (12. listopada 1977.) je ukrajinska atletska predstavnica u skoku uvis.
Osobni joj je rekord 201 cm koji je preskočila u Zürichu u kolovozu 2003. godine. Nema osvojenih odličja na svjetskim i eurposkim prvenstvima i Olimpijskim igrama, ali ima zlato s Univerzijade u Pekingu iz 2001., te dva srebra sa svjetskih atletskih finala (2003. i 2005.) 